# Chiyuan
Chiyuan (kinesiska: 池园) är en köping i sydöstra Kina. Den ligger i Minqing härad i provinshuvudstaden Fuzhou i provinsen Fujian, omkring 63 kilometer väster om centrala Fuzhou. Antalet invånare är 21 317. Befolkningen består av 10 410 kvinnor och 10 907 män. Barn under 15 år utgör 18,0 %, vuxna 15-64 år 72 %, och äldre över 65 år 8,0 %.